# Maximilian Schmitt
Maximilian Schmitt (* 1977 in Regensburg) ist ein deutscher Opernsänger (Tenor).
Erste Auftritte hatte Schmitt als Mitglied der Regensburger Domspatzen unter Georg Ratzinger. Sein Gesangsstudium absolvierte er bei Anke Eggers an der Berliner Universität der Künste, sein Mentor ist Roland Hermann.
Zunächst war Schmitt Mitglied des Münchner Opernstudios, ab 2008 am Nationaltheater Mannheim. 2012 debütierte er in Amsterdam als Tamino, 2016 als Idomeneo an der Opéra du Rhin in Strasbourg sowie an der Wiener Staatsoper als Don Ottavio. 2017 gastierte er an der Mailänder Scala und gab dort sein Debüt als Pedrillo in Wolfgang Amadeus Mozarts Entführung aus dem Serail. 2019 sang er Max in Carl Maria von Webers Freischütz im Aalto-Theater Essen, 2022 den Erik im Fliegenden Holländer in der Oper Graz.
Schmitt ist in Konzerten in Werken von Claudio Monteverdi, Felix Mendelssohn Bartholdy, Edward Elgar, Gustav Mahler, Hans Zender, Benjamin Britten und mit dem Part des Evangelisten Johannes im Oratorium Das Buch mit sieben Siegeln von Franz Schmidt aufgetreten.
Er arbeitete mit den Dirigenten Claudio Abbado, Marc Albrecht, Teodor Currentzis, Peter Dijkstra, Daniel Harding, Thomas Hengelbrock, Philippe Herreweghe, Manfred Honeck, René Jacobs, Fabio Luisi, Zubin Mehta, Ingo Metzmacher, Jonathan Nott, Kirill Petrenko, Trevor Pinnock, François-Xavier Roth, Robin Ticciati oder Franz Welser-Möst zusammen.
Liedprogramme erarbeitete er u. a. mit dem Pianisten Gerold Huber.

## Tonaufnahmen (Auswahl)
- Träumend wandle ich bei Tag
- Die schöne Müllerin
- Wie freundlich strahlt der Tag
- Belmonte in Mozarts Entführung aus dem Serail (Akademie für Alte Musik Berlin), Dirigent: René Jacobs